# Czesław Sokołowski

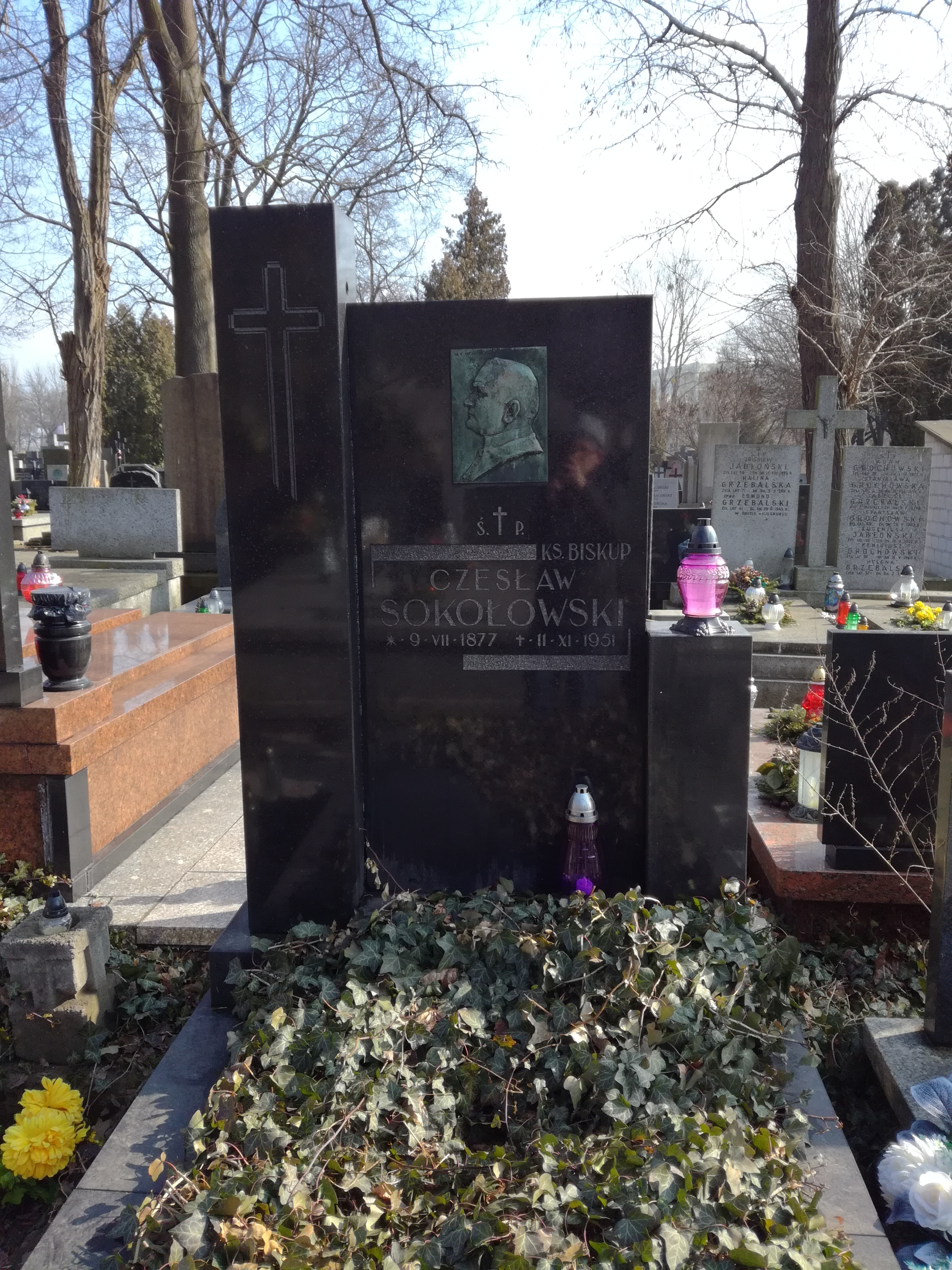
Grób biskupa Czesława Sokołowskiego na cmentarzu Bródnowskim

Czesław Sokołowski (ur. 9 lipca 1877 w Warszawie, zm. 11 listopada 1951 w Michalinie) – polski duchowny rzymskokatolicki, teolog, rektor Katolickiego Uniwersytetu Lubelskiego w latach 1924–1925, biskup pomocniczy siedlecki w latach 1919–1940, administrator apostolski diecezji siedleckiej w latach 1940–1946.

## Życiorys
W Warszawie ukończył szkołę średnią i wstąpił w 1895 do Archidiecezjalnego Seminarium Duchownego, gdzie studiował do 1899. Następnie studiował w Akademii Duchownej w Petersburgu.
W 1915 za dorobek naukowy uzyskał doktorat od Kongregacji Spraw Szkolnych w Rzymie. Pracował w Warszawie jako wykładowca w Archidiecezjalnym Seminarium Duchownym oraz na Wydziale Teologii Katolickiej Uniwersytetu Warszawskiego.
W 1919 otrzymał sakrę biskupią i rozpoczął pracę w diecezji siedleckiej jako biskup pomocniczy ze stolicą biskupią Pentacomia.
Po rezygnacji o. Jacka Woronieckiego z funkcji rektora KUL-u objął to stanowisko na pół roku (od 19 października 1924 do 17 kwietnia 1925).
Stał się przyczyną jednego z najważniejszych konfliktów pomiędzy rządem RP a Stolicą Apostolską. Papież Pius XI chciał go mianować na biskupa diecezjalnego sandomierskiego. Było to stanowisko wakujące po przeniesieniu w 1935 dotychczasowego ordynariusza, Włodzimierza Jasińskiego, do diecezji łódzkiej. Jednak władze polskie nie zgodziły się na papieską nominację i diecezją sandomierską administrował od 1936 Jan Kanty Lorek.
Po nagłej śmierci biskupa Przeździeckiego w latach 1940–1946 kierował diecezją siedlecką jako administrator apostolski.
W 1944 został skazany na karę śmierci przez Wojskowy Sąd Specjalny Obszaru Warszawskiego AK. Wyrok nie został zatwierdzony przez komendanta Obszaru, a sprawa została przekazana do Komisji Sądzącej Walki Podziemnej, która skazała biskupa na karę infamii. Kwestia rzekomej współpracy biskupa z Niemcami budziła liczne kontrowersje, aczkolwiek ocena działalności duchownego jest współcześnie znacznie bardziej łagodna.
W 1946 zakończył pracę w diecezji siedleckiej i zamieszkał w Michalinie. Pochowany został na cmentarzu Bródnowskim w Warszawie (kwatera 7C-4-4).

## Publikacje
- 1916: Przysięga antymodernistyczna. Studium krytyczne
- 1917: Problem nawrócenia w najnowszej powieści Stefana Żeromskiego. Szkic krytyczny
- 1918: Alfred Loisy. Analiza psychologiczna